# Bitch I’m Madonna
A Bitch I’m Madonna az amerikai énekesnő Madonna tizenharmadik, Rebel Heart című stúdióalbumának egyik dala, melyben közreműködik Nicki Minaj amerikai rapper is. A dal szerzői az énekesnő mellett Thomas Wesley Pentz, ismertebb nevén Diplo, amerikai lemezlovas és Samuel Long brit zenei producer. A dal a harmadik kislemez az albumról, megjelenésére 2015. június 15-én került sor a Jay-Z amerikai rapper tulajdonában lévő Tidal zenei oldalon, videóklipje pedig egy nappal később került kiadásra. A dal videóklipjében feltűnik többek között Beyoncé, Katy Perry, Kanye West, Miley Cyrus, Rita Ora és Chris Rock is, valamint a dal egyik szerzője, Diplo, és az énekesnő két fia, Rocco és David is.

## Helyezések
| Albumlista         | Csúcs helyezés |
| ------------------ | -------------- |
| Finn albumlista    | 13             |
| Francia albumlista | 90             |
| Magyar albumlista  | 21             |
| Spanyol albumlista | 49             |
| Svéd albumlista    | 30             |
| USA albumlista     | 11             |